# Konwergencja (meteorologia)
Konwergencja (zbieżność) – zbliżanie się ku sobie linii prądu powietrza na określonym obszarze lub wzdłuż pewnej linii. Może ona powstawać pod wpływem lokalnej rzeźby terenu (np. w zwężeniach między pasmami górskimi) albo w samych układach barycznych (szczególnie na frontach atmosferycznych i w centralnych częściach niżów). Najważniejszym rezultatem konwergencji jest unoszenie powietrza ku górze, co łączy się z ochładzaniem, wzrostem wilgotności, rozwojem zachmurzenia i występowaniem opadów atmosferycznych.